# Жан Оранш
Жан Ора́нш (фр. Jean Aurenche, повне ім'я та прізвище — Жан-Марі́ Луї́ Шарль Філі́пп Ора́нш (фр. Jean-Marie Louis Charles Philippe Aurenche); 11 вересня 1903, П'єррлатт, Франція — 29 вересня 1992, Бандоль, Вар, Франція) — французький сценарист та діалогіст.

## Біографія
Жан-Мірі Луї Шарль Філіпп Оранш народився 11 вересня 1904 року в місті П'єррлатт, що в департаменті Дром у Франції. Трудову діяльність починав помічником менеджера Шарля Дюллена, потім працював у рекламному агентстві з Жаном Ануєм. З 1933 року знімав документальні фільми спільно з П'єром Шарбоньє. З 1936 року писав сценарії для режисерів Крістіана-Жака, П'єра Шеналя, Клода Отан-Лари, Лео Жоанно та ін.
З 1942 року Жан Оранш співпрацював переважно зі сценаристом П'єром Бостом. Йому належать сценарії фільмів: «Любовні листи» (1942, за Р. Радіге, реж. Клод Отан-Лара), «Пасторальна симфонія» (1946, реж. Жан Деланнуа), «Диявол у тілі» (1947, за Р. Радіге, реж. Клод Отан-Лара), «Заборонені ігри» (1952, реж. Рене Клеман), «Хліб у траві» (1954, за Г. Коле, реж. Клод Отан-Лара), «Червоне і чорне» (1954, за Стендалем, реж. Клод Отан-Лара), «Жервеза» (1956, за Е. Золя, реж. Рене Клеман), «У разі нещастя» (1958, за Ж. Сіменоном, реж. Клод Отан-Лара), «Гравець» (1956, за Ф. Достоєвським, реж. Клод Отан-Лара), «Годинникар із Сен-Поля» (реж. Бертран Таверньє) та ін.
Жан Оранш тричі був відзначений за свою сценарну майстерність французькою національної кінопремією «Сезар»: у 1976 та 1977 роках спільно з Бертраном Таверньє за сценарії до фільмів «Нехай розпочнеться свято» та «Суддя і вбивця» (обидва реж. Б. Таверньє), та у 1983 році спільно з Мішелем Грізолією та П'єром Граньє-Дефером за адаптований сценарій до фільму Граньє-Дефера «Північна зірка» (1982).

## Фільмографія
| Рік  |     | Назва українською                   | Оригінальна назва                                      | Примітки                                                |
| ---- | --- | ----------------------------------- | ------------------------------------------------------ | ------------------------------------------------------- |
| 1937 |     | Вам нічого сказати?                 | Vous n'avez rien à déclarer?                           | адаптація                                               |
| 1937 |     | Жваві малі 11-го                    | Les dégourdis de la 11ème                              |                                                         |
| 1937 |     | Справа ліонського кур'єра           | L'affaire du courrier de Lyon                          |                                                         |
| 1937 |     | Справа Лафаржа                      | L'affaire Lafarge                                      | і сюжет                                                 |
| 1938 |     | Барнабе                             | Barnabé                                                | адаптація                                               |
| 1938 |     | Струмок                             | Le ruisseau                                            |                                                         |
| 1938 |     | Північний готель                    | Hôtel du Nord                                          | адаптація                                               |
| 1938 |     | Кавалькада любові                   | Cavalcade d'amour                                      |                                                         |
| 1939 |     | Опівнічна традиція                  | La tradition de minuit                                 |                                                         |
| 1940 |     | Спадкоємець Мондезіра               | L'héritier des Mondésir                                | з П'єром Бостом                                         |
| 1941 |     | Мадам Сен-Жен                       | Madame Sans-Gêne                                       | адаптація                                               |
| 1942 |     | Моряк                               | Le moussaillon                                         |                                                         |
| 1942 |     | Романс на трьох                     | Romance à trois                                        | адаптація                                               |
| 1942 |     | Весілля Шиффон                      | Le mariage de Chiffon                                  | адаптація                                               |
| 1942 |     | Захист любові                       | Défense d'aimer                                        |                                                         |
| 1942 |     | Любовні листи                       | Lettres d'amour                                        | і адаптація, і роман                                    |
| 1943 |     | Доміно                              | Domino                                                 | адаптація                                               |
| 1943 |     | Ніжна                               | Douce                                                  | і адаптація з П'єром Бостом                             |
| 1943 |     | Адріан                              | Adrien                                                 |                                                         |
| 1944 |     | Пасажир без багажу                  | Le voyageur sans bagages                               |                                                         |
| 1944 |     | Крихітки з набережною квітів        | Les petites du quai aux fleurs                         |                                                         |
| 1946 |     | Сільвія і привид                    | Sylvie et le fantôme                                   | адаптація                                               |
| 1946 |     |                                     | Les J3                                                 | адаптація                                               |
| 1946 |     | Пасторальна симфонія                | La symphonie pastorale                                 | і адаптація з П'єром Бостом                             |
| 1947 |     | Диявол у тілі                       | Le diable au corps                                     | з П'єром Бостом                                         |
| 1947 |     | Закохані з мосту Сен-Жан            | Les amants du pont Saint-Jean                          |                                                         |
| 1949 |     | Біля стін Малапаги                  | Le mura di Malapaga                                    | адаптація з П'єром Бостом                               |
| 1949 |     | Займися Амелією                     | Occupe-toi d'Amélie..!                                 | і адаптація з П'єром Бостом; в титрах не зазначений     |
| 1950 |     | Бог потребує людей                  | Dieu a besoin des hommes                               | з П'єром Бостом                                         |
| 1951 |     | Червоний готель                     | L'auberge rouge                                        | і сюжет; з П'єром Бостом                                |
| 1951 |     | Повішеник                           | Gibier de potence                                      |                                                         |
| 1952 |     | Сім смертних гріхів                 | Les sept péchés capitaux                               | новела «Похіть» з П'єром Бостом                         |
| 1952 |     | Заборонені ігри                     | Jeux interdits                                         | з П'єром Бостом                                         |
| 1952 |     | Долі                                | Destinées                                              | з П'єром Бостом                                         |
| 1953 |     | Гордії                              | Les orgueilleux                                        | з П'єром Бостом                                         |
| 1954 |     | Хліб у траві                        | Le blé en herbe                                        | і адаптація з П'єром Бостом                             |
| 1954 |     | Мадемуазель Нітуш                   | Mam'zelle Nitouche                                     |                                                         |
| 1954 |     | Червоне і чорне                     | Le rouge et le noir                                    | з П'єром Бостом                                         |
| 1955 |     | Бродячі собаки без нашийників       | Chiens perdus sans collier                             | адаптація з П'єром Бостом                               |
| 1956 |     | Жервеза                             | Gervaise                                               | з П'єром Бостом                                         |
| 1956 |     | Через Париж                         | La traversée de Paris                                  | з П'єром Бостом                                         |
| 1956 |     | Собор Паризької Богоматері          | Notre-Dame de Paris                                    |                                                         |
| 1958 |     | У разі нещастя                      | En cas de malheur                                      | з П'єром Бостом                                         |
| 1958 |     | Гравець                             | Le joueur                                              | з П'єром Бостом                                         |
| 1959 |     | Жінка і блазень                     | La femme et le pantin                                  |                                                         |
| 1959 |     | Дорога школярів                     | Le chemin des écoliers                                 | адаптація з П'єром Бостом                               |
| 1959 |     | Зелений кінь                        | La jument verte                                        | з П'єром Бостом                                         |
| 1960 |     | Регати в Сан-Франциско              | Les régates de San Francisco                           | з П'єром Бостом                                         |
| 1960 |     | Нічна справа                        | L'affaire d'une nuit                                   |                                                         |
| 1961 |     | Хай живе Генріх IV, хай живе любов! | Vive Henri IV… vive l'amour!                           |                                                         |
| 1961 |     | Не убий                             | Tu ne tueras point                                     | з П'єром Бостом                                         |
| 1961 |     | Побачення                           | Le rendez-vous                                         | і адаптація з П'єром Бостом                             |
| 1962 |     | Злочин не вигідний                  | Le crime ne paie pas                                   | з П'єром Бостом                                         |
| 1962 |     | Імперська Венера                    | Venere imperiale                                       |                                                         |
| 1963 |     | Вбивця                              | Le meurtrier                                           | з П'єром Бостом                                         |
| 1963 |     | Кубушка Жозефи                      | Le magot de Josefa                                     | і адаптація з П'єром Бостом                             |
| 1964 |     | Дивна дружба                        | Les Amitiés particulières                              | з П'єром Бостом                                         |
| 1965 |     | Чорний гумор                        | Umorismo in nero                                       | з П'єром Бостом                                         |
| 1965 |     | Щоденник жінки у білому             | Journal d'une femme en blanc                           | адаптація                                               |
| 1966 |     | Жінка у білому обурюється           | Une femme en blanc se révolte                          | адаптація                                               |
| 1966 |     | Чи горить Париж?                    | Paris brûle-t-il?                                      | з П'єром Бостом                                         |
| 1967 |     | Найдавніша професія у світі         | Le plus vieux métier du monde                          |                                                         |
| 1968 |     | Францисканець з Буржа               | Le franciscain de Bourges                              | і адаптація з П'єром Бостом                             |
| 1969 |     | Картопля                            | Les patates                                            |                                                         |
| 1974 |     | Годинникар із Сен-Поля              | L'horloger de Saint-Paul                               | з П'єром Бостом                                         |
| 1975 |     | Нехай розпочнеться свято            | Que la fête commence…                                  | з Бертраном Таверньє                                    |
| 1976 |     | Суддя і вбивця                      | Le juge et l'assassin                                  | і оповідання; з П'єром Бостом і Бертарном Таверньє      |
| 1979 | т/ф | Великі змови: Переворот 2 грудня    | Les grandes conjurations: Le coup d'état du 2 décembre |                                                         |
| 1981 |     | Справжня історія дами з камеліями   | La storia vera della signora dalle camelie             |                                                         |
| 1981 |     | Бездоганна репутація                | Coup de torchon                                        | з Бертраном Таверньє                                    |
| 1982 |     | Північна зірка                      | L'étoile du Nord                                       | адаптація, з Мішелем Грізолією та П'єром Граньє-Дефером |
| 1987 |     | Проклятий Фернан                    | Fucking Fernand                                        |                                                         |
| 1987 |     | Втомившись від війни                | De guerre lasse                                        |                                                         |
| 1989 |     | Пристрасті за Бернадетт             | La passion de Bernadette                               |                                                         |

## Визнання
| Нагороди та номінації Жана Оранша | Нагороди та номінації Жана Оранша               | Нагороди та номінації Жана Оранша                                     | Нагороди та номінації Жана Оранша |
| Рік                               | Категорія                                       | Фільм                                                                 | Результат                         |
| --------------------------------- | ----------------------------------------------- | --------------------------------------------------------------------- | --------------------------------- |
| Премія «Сезар»                    |                                                 |                                                                       |                                   |
| 1976                              | Найкращий оригінальний або адаптований сценарій | Нехай почнеться свято (спільно з Бертраном Таверньє)                  | Перемога                          |
| 1977                              | Найкращий оригінальний або адаптований сценарій | Суддя і вбивця (спільно з Бертраном Таверньє)                         | Перемога                          |
| 1982                              | Найкращий оригінальний або адаптований сценарій | Бездоганна репутація (спільно з Бертраном Таверньє)                   | Номінація                         |
| 1983                              | Найкращий адаптований сценарій                  | Північна зірка (спільно з Мішелем Грізолією та П'єром Граньє-Дефером) | Перемога                          |